# El Edén (Quillota)
El Edén o más conocido como Boco Norte es una entidad rural chilena, perteneciente al Sector de Boco, a 2,5 km de Quillota, (Ciudad más cercana) y a 2 km de Boco. Se encuentra conectada por la Ruta F-360, siendo a la vez su calle principal, conocida como "Balmaceda / Colón". Cuenta con una población de 374 habitantes según el Instituto Nacional de Estadísticas, siendo categorizada como un pueblo.

## Demografía
Tabla de como El Edén (Boco Norte) a incrementado su población.
| Gráfica de evolución demográfica de El Edén entre 2002 y 2017 |
|                                                               |
| Fuente: Instituto Nacional de Estadísticas                    |